# Eric Barclay
Pour les articles homonymes, voir Barclay.
Erik Altberg dit Eric Barclay, né le 17 novembre 1894 à Lilla Malma (Södermanland, Suède) et mort le 14 janvier 1938 à Bälinge (Uppland, Suède), est un acteur suédois.

## Biographie
Eric Barclay a eu des rôles importants dans les films muets français du début des années 1920.
Il travailla souvent avec Jacques de Baroncelli et apparut aussi dans des productions allemandes, britanniques ou suédoises.

## Filmographie partielle
- 1921 : Le Rêve de Jacques de Baroncelli
- 1923 : La Légende de sœur Béatrix de Jacques de Baroncelli
- 1924 : La Flambée des rêves de Jacques de Baroncelli
- 1925 : Célimène, la poupée de Montmartre de Michael Curtiz
- 1926 : Le Berceau de Dieu de Fred LeRoy Granville
- 1926 : Faust, une légende allemande de Friedrich Wilhelm Murnau
- 1927 : Le Chasseur de chez Maxim's de Roger Lion et Nicolas Rimsky
- 1930 : Charlotte Löwensköld de Gustaf Molander